# Franjo Jenč
Franjo Jenč (mlađi) (Zemun, 20. mart 1867 — Zemun, 15. novembar 1967) bio je arhitekta i građevinar. Projektovao je i sagradio preko 100 objekata, od čega većinu u Zemunu.

## Biografija

### Obrazovanje
Franjo Jenč rođen u naturalizovanoj porodici, od oca Franje, zidarskog majstora i majke Eve Ebel. Prva tri razreda osnovne škole pohađao je u franjevačkom samostanu, a četvrti u Opštoj školi u Zemunu. Kasnije je upisao gimnaziju, takozvanu Malu realku koja se nalazila na istom mestu, a koja je kasnije premeštena u zgradu Velike realke, u zemunskom Gradskom parku. U gimnaziji je prvi put do izražaja došao Jenčev talenat za crtanje; predmet crtanje mu je predavao akademik Aleksandar Mašić, a Jenč je postizao ocenu 1, koja je tada bila najviša.
Nakon gimnazije, Jenč je dve godine radio kao zidarski pomoćnik, a 1889. godine otišao je u Salcburg gde je, takođe, sticao praksu i slušao večernja predavanja u građevinskoj školi. Godine 1894, otišao je u Zagreb i položio ispit za ovlašćenog građevinskog majstora.

### Karijera
Jenčev prvi samostalni rad bila je zgrada Srpskog doma u Sremskoj Mitrovici. Oženivši se sledeće godine, projektovao je i izgradio jednospratnu porodičnu kuću u Svetosavskoj ulici 19 u Zemunu. Tada je počeo najplodniji period njegove karijere koji je trajao do 1913. godine. U početku, do 1906. godine, upotrebljavao je barokne i renesansne motive, sa dubokom dekorativnom plastikom i detaljima karakterističnim za klasičnu umetnost. Kasnije, do 1911, njegov stil je postao slobodniji, uz korišćenje stilizovanih geometrijskih i floralnih motiva. Dela iz ovog perioda nastala su pod uticajem secesijskog stila. U poslednjoj etapi ovog perioda, Jenč je skoro sasvim odbacio ukrasne elemente na fasadama i pojednostavio je svoj stil, približavajući se tako modernim arhitekturnim trendovima.
Kao najznačajnija Jenčeva dela građena prema tuđim planovima izdvajaju se zgrada Pošte iz 1896, zgrade Železničke škole iz 1906. i Srpskog doma iz 1909. godine, sva u Zemunu. Nakon Drugog svetskog rata, Jenč je radio u zemunskom pogonu građevinskog preduzeća „Komgrap“ i 1946. godine.
Prema nacrtima arhitekte Rajka Talića, sin graditelja Franje Jenča, arhitekta Franjo Jenč, obnovio je bombardovanjem oštećenu zgradu Narodnog odbora, na uglu Magistratskog trga i Preradovićeve ulice u Zemunu. Zgrada je tada povećana za jedan sprat i proširena do ugla sa Preradovićevom ulicom, a u njoj se danas nalazi Skupština opštine Zemun.

### Privatni život
Jenč se, 1895. godine, oženio Jozefinom Čermak, Rumunkom češkog porekla, s kojom je imao šestoro dece. Njihov sin Franja je takođe studirao arhitekturu, u Beču i Prag. Krajem treće i tokom četvrte decenije dvadesetog veka arhitekta Franjo Jenč izgradio je veliki broj zgrada u Zemunu i Beogradu, primenjujući stil moderne arhitekture, po čemu su ovi objekti posebno prepoznatljivi. Posle rata, arhitekti Franji Jenču je bilo onemogućeno da radi (posebno mu je zamerano participiranje u vlasti tokom Drugog svetskog rata), pa je svoju karijeru završio u Priboju, gradeći industrijske komplekse i slične objekte. Porodična kuća Jenčovih u Zemunu porušena je pri izgradnji trafostanice, tokom šezdesetih godina. Tada je propala i sva vredna dokumentacija o radu ovog arhitekte.

## Važnije građevine
Iako se pretpostavlja da je Jenč projektovao i izgradio oko 100 objekata, njegov opus još uvek nije sasvim istražen. Ovo su neka dela koja je izgradio u Zemunu:

### Radovi po sopstvenim projektima
- Kuća Franje Jenča – Svetosavska ulica 19
- Kuća Jelene Jovanović – Gospodska ulica 17
- Kuća Magdalene Osvald – Glavna ulica 4
- Harastijeva kuća – Bežanijska ulica 34
- Kuća apotekara Štrajma – Bežanijska ulica 16
- Kuća Katarine Marković – Glavna ulica 12
- Kuća Franje Jenča – Ulica Stevana Markovića 4–8[2]
- Kuća Mavre Bindera – Ulica dr Petra Markovića 4
- Rekonstrukcija kuće Kalmine Levi – Dubrovačka ulica 11
- Rekonstrukcija kuće fotografa Gatera – Glavna ulica 20

### Radovi po tuđim projektima
- Zgrada Pošte – Glavna ulica 8
- Zgrada Električne centrale – Kej oslobođenja 15
- Put Surčin – Boljevci
- Srpski dom – Svetosavska ulica 22
- Kuća Milana Janče – Gospodska ulica 9
- Zgrada Skupštine opštine Zemun – Magistratski trg 1 (arh. Franjo Jenč)
- Zgrada Vodne zajednice – Avijatičarski trg 10

### Saradnja sa drugim arhitektima
- Zgrada Komande vazduhoplovstva u Zemunu (arh. Franjo Jenč, sa arh. Dragišom Brašovanom)

## Galerija

### Prva etapa (1895–1906)
- Porodična kuća Franje Jenča u Svetosavskoj ulici 19 u Zemunu, iz 1895. godine
- Detalj fasade kuće u Svetosavskoj 19
- Kuća u Gospodskoj 17 u Zemunu, iz 1900. godine
- Detalj fasade kuće u Gospodskoj 17
- Kuća u Glavnoj 4 u Zemunu, iz 1904. godine
- Detalj fasade kuće u Glavnoj 4

### Druga etapa (1906–1911)
- Kuća u Glavnoj 14 u Zemunu, rekonstruisana 1906. godine
- Detalj fasade kuće u Glavnoj 14
- Kuća u Dubrovačkoj 11 u Zemunu, iz 1907. godine
- Detalj fasade kuće u Dubrovačkoj 11
- Kuća u Bežanijskoj 16 u Zemunu, iz 1907. godine
- Detalji fasade kuće u
- Bežanijskoj ulici 16
- Kuća u Glavnoj 12 u Zemunu, iz 1907. godine
- Kuća u Glavnoj 36 u Zemunu, iz 1907. godine
- Detalj fasade kuće u Glavnoj 36
- Kuća u Glavnoj 20 u Zemunu, rekonstruisana 1908. godine
- Kuća u Glavnoj 51 u Zemunu, iz 1909. godine
- Detalj fasade kuće u Glavnoj 51

### Treća etapa (1911–1913)
- Kuća Mavre Bindera u Ulici dr Petra Markovića 4 u Zemunu, iz 1911.
- Kuća Mavre Bindera - Detalj.

### Građevine izgrađene prema tuđim projektima
- Izgled zemunske pošte iz Glavne ulice
- Zgrada Opštine Zemun
- Zgrada vodne zajednice
- Glavni ulaz u zgradu komande vazduhoplovstva

## Napomene
1. ↑  Danas se u toj zgradi nalazi Zemunska gimnazija
2. ↑  Na njenom mestu se danas nalazi parkiralište kod soliterâ u Karađorđevoj ulici